# 渚 (松本市)

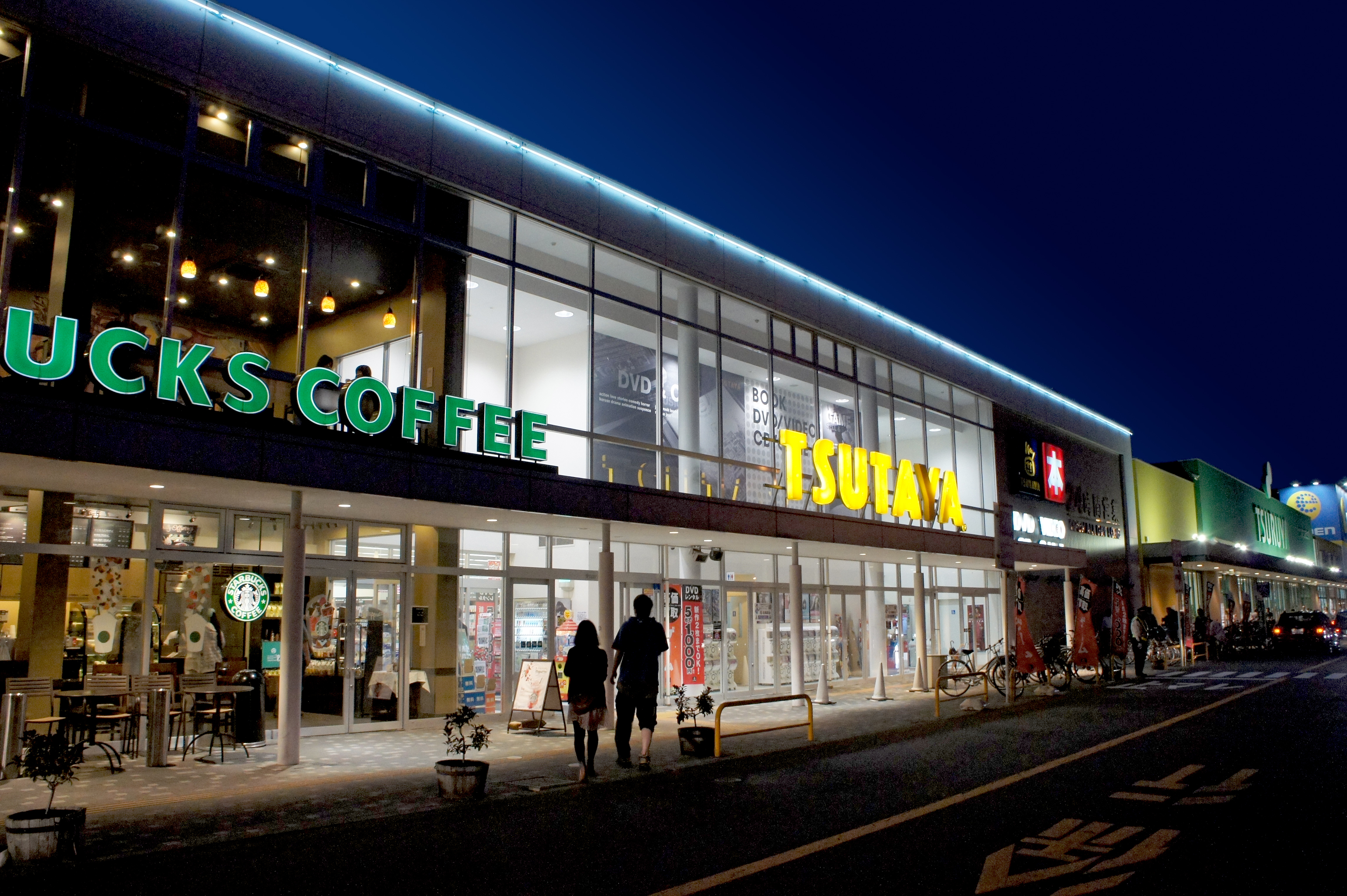
スターバックスコーヒー 松本なぎさライフサイト店&TSUTAYA北松本店（なぎさライフサイト）

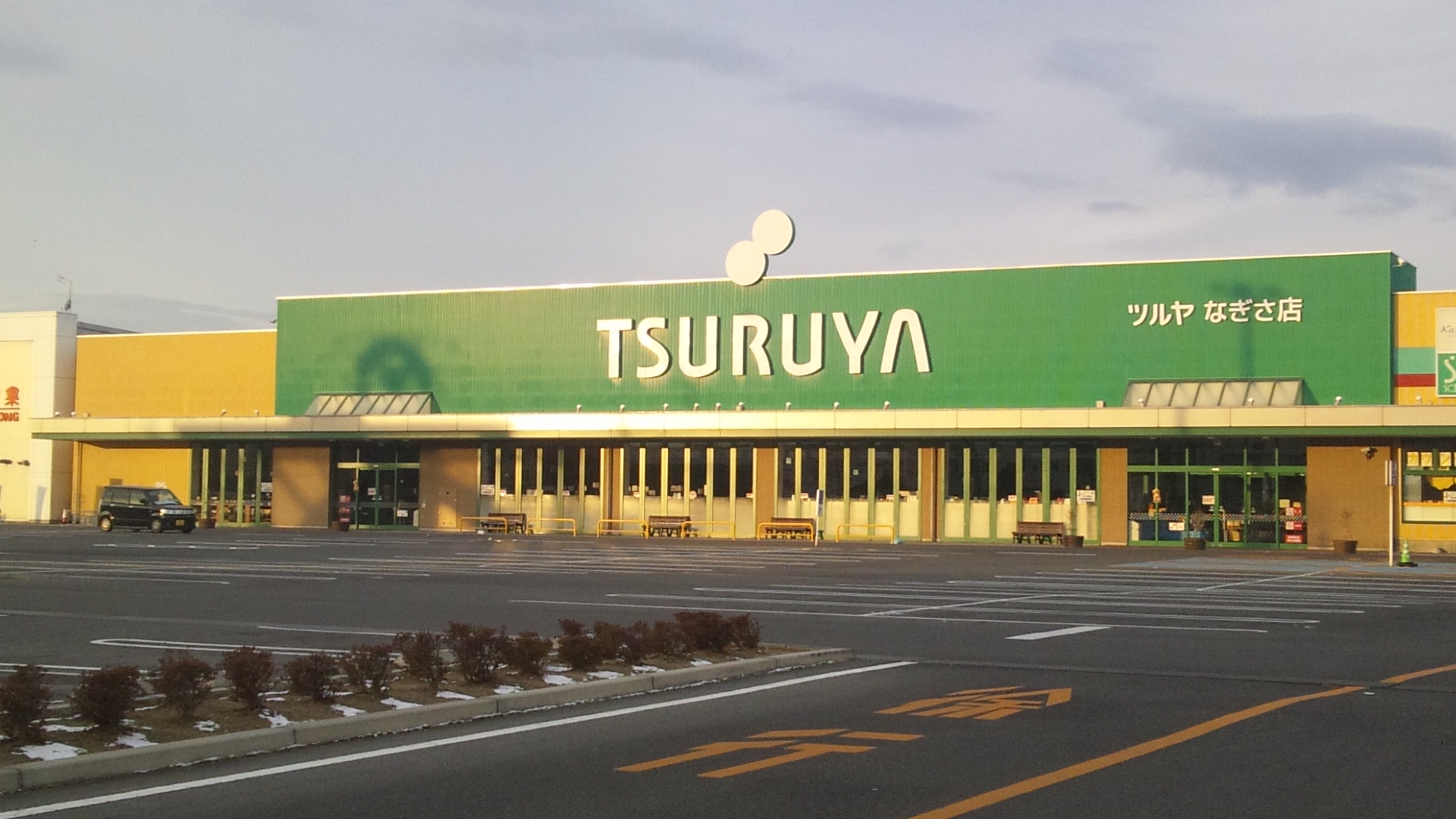
TSURUYA 031なぎさ店（なぎさライフサイト）

渚（なぎさ）は、長野県松本市の市街地の西側の町名。現行行政地名は渚1丁目から渚4丁目。住居表示実施済み。

## 歴史
地名は古代の松本盆地が湖だったことの名残で、現在は南部を除きほぼ全域が川に囲まれている（西に奈良井川、東と北に田川）。江戸時代は渚村（名木沢村とも）及び白板村の向白板地区であった。往時から野麦街道が東西に通っていたため往来の盛んなところだった。現在も国道19号、国道158号、国道143号が交わる交通の要衝である。国道19号は市内で最も渋滞の激しい道路で、2014年3月に拡張工事が完了した。俗地名に内城、大河原、中村、宮本などがある。

### 沿革
- 1966年（昭和41年）7月1日 - 1〜3丁目で住居表示実施。
- 1985年（昭和60年）2月12日 - 4丁目で住居表示実施[4]。

## 世帯数と人口
2018年（平成30年）10月1日現在の世帯数と人口は以下の通りである。
| 丁目    | 世帯数    | 人口    |
| ------- | --------- | ------- |
| 渚1丁目 | 323世帯   | 603人   |
| 渚2丁目 | 568世帯   | 1,137人 |
| 渚3丁目 | 470世帯   | 964人   |
| 渚4丁目 | 267世帯   | 606人   |
| 計      | 1,628世帯 | 3,310人 |

## 交通
- 国道19号
- 国道143号
- 国道158号
- アルピコ交通上高地線 渚駅

## 施設
松本広域消防局本部、松本警察署、アルピコ交通渚駅、なぎさライフサイト、長野銀行本店、常徳寺、丸の内病院がある。
以前から郊外型の専門店が多かったが核となるような商業施設は存在しなかった。しかし2004年に精錬工場跡地に「なぎさライフサイト (NLS)」（食品スーパー、家電量販店、スポーツジム、ゲームセンター、スーパー銭湯、レンタルビデオチェーン、ドラッグストア、レストランからなる複合商業施設）がオープンして以降、この施設を核に発展しつつある。幹線道路から裏へ入れば住宅が中心の地区となっており、松本駅西口へも至近なため、マンションも市内では多い。